# 短须鱊
短须鱊（学名：Acheilognathus barbatulus）为輻鰭魚綱鯉形目鱊科鱊屬的鱼类。分布於亞洲寮國、越南，在中国，分布于澜沧江、西洋江、长江、黄河等水系。该物种的模式产地在上海。本魚具有短的顎觸鬚，背鰭軟條10至13枚；臀鰭軟條8至11枚，體長可達8.7公分，母魚有一個產卵管是用來產卵在河蚌裡面。稚魚孵化而且停留在河蚌中，直到他們能游泳。